# والریو کاسانی
والریو کاسانی (به ایتالیایی: Valerio Cassani) بازیکن فوتبال و اهل ایتالیا است که از سال ۱۹۴۸ میلادی عضو تیم ملی فوتبال ایتالیا بوده و در ۲ بازی ملی حضور داشته‌است. او در بازی‌های ملی‌اش گلی به ثمر نرساند.
والریو کاسانی آخرین بازی ملی خود را در سال ۱۹۴۸ میلادی انجام داد.